# Masahiro Ikeda
Masahiro Ikeda (池田 昌広 Ikeda Masahiro?), född 9 oktober 1981 i Mie prefektur, är en japansk före detta fotbollsspelare.
Ikeda började sin karriär 2004 i Sagawa Express Tokyo. Efter Sagawa Express Tokyo spelade han för Shonan Bellmare, Blaublitz Akita, Banditonce Kakogawa och Nara Club. Han avslutade karriären 2015.